# John Lund

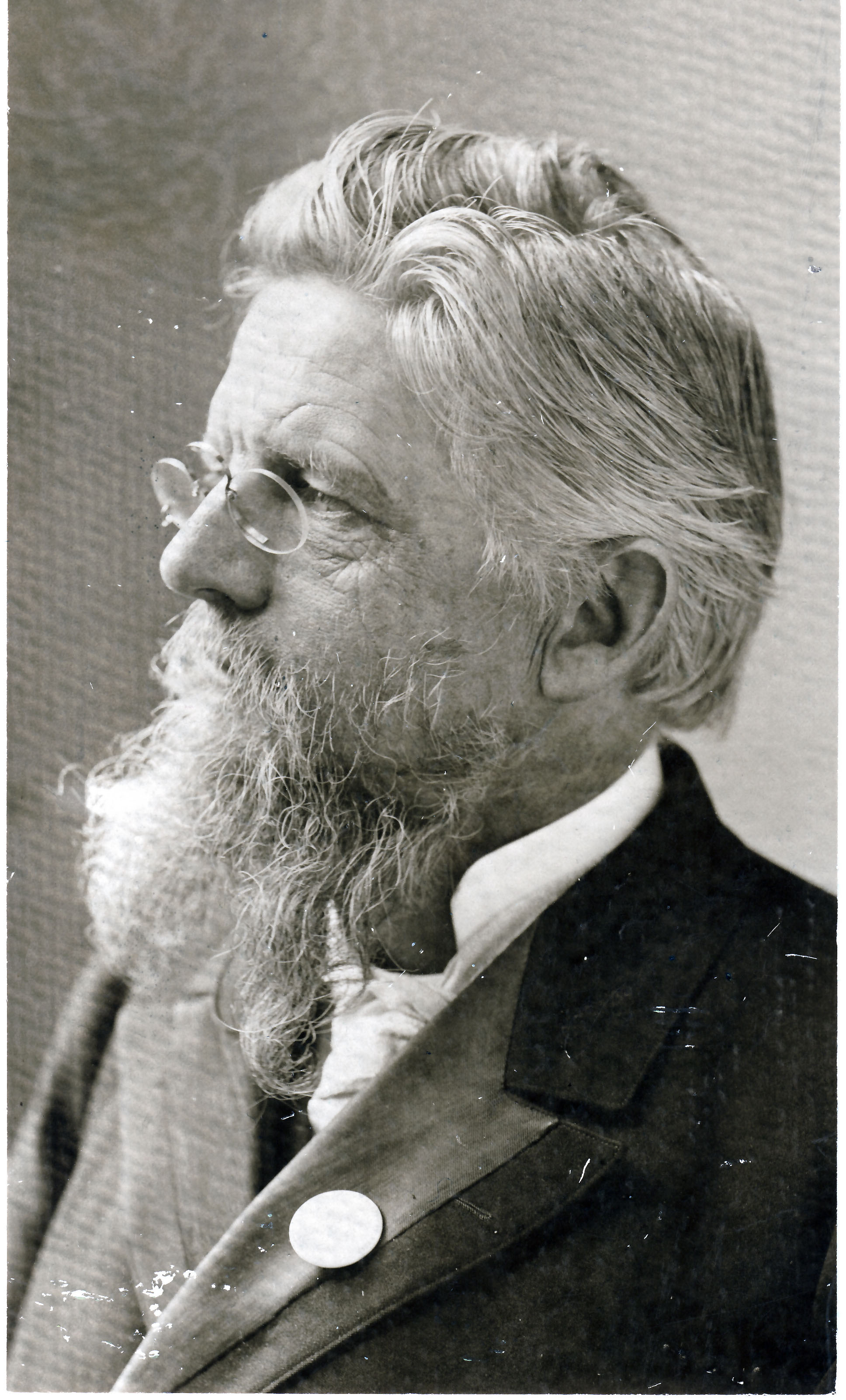
John Lund

John Theodor Lund, född 9 oktober 1842 i Bergen, död där 8 januari 1913, var en norsk affärsman och politiker (Venstre). 
Lund drev 1867–1900 i sin födelsestad agentur- och kommissionsaffär samt skeppsrederi. Han tillhörde sedan 1879 i 30 år Bergens kommunalstyrelse och var 1882–1900 stortingsrepresentant, sedan 1893 president i Lagtinget. Sedan 1901 var han "toldskriver" (tulldirektör) i Bergen. 
Lund tog initiativ till beslutet om en fast, statsunderstödd ångbåtslinje mellan Bergen och England, var en av Bergensbanens ivrigaste förespråkare, fick fiskeristyrelsen förlagd till Bergen och stiftade Bergens "skogselskab". Han har stor andel i Norges fredspolitik och organiserade interparlamentariska konferensen i Kristiania 1899. Han var medlem av Stortingets Nobelkommitté sedan dess upprättande 1897 och sedan 1908 fullmäktig vid Nobelstiftelsen. Han utgav 1910 jubileumsskriften Ole Bull 1810–1910.